# Francisco de Rioja
Francisco de Rioja (1583-1659) est un poète espagnol.

## Biographie
Né à Séville, il était prêtre. Protégé par Olivarès, il fut nommé par le roi Philippe IV d'Espagne historiographe, bibliothécaire du roi et membre du conseil suprême du Saint-Office, mais il se fit disgracier pour quelques écrits satiriques. 
On a de lui des Odes, des Silves, des Épitres et des Satires, dont le Tarquin espagnol, attribué quelquefois à Quevedo, son ami.